# Haus der Technik (Bielefeld)

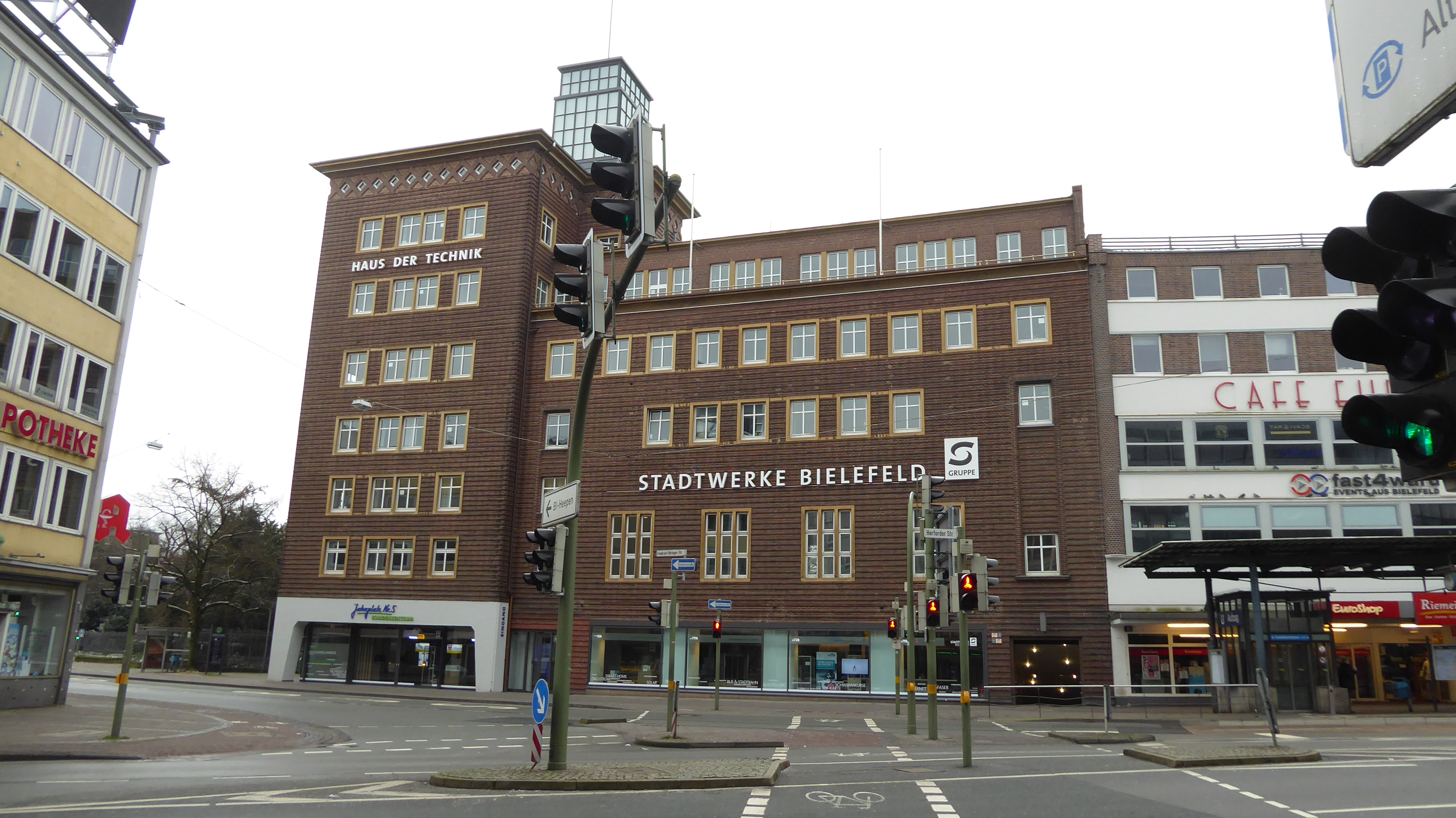
Das Haus der Technik im Frühjahr 2018

Das Haus der Technik ist ein denkmalgeschütztes Gebäude in der ostwestfälischen Stadt Bielefeld im Stadtbezirk Mitte.

## Geschichte
Das frühere Betriebsamt, aus dem die heutigen Stadtwerke Bielefeld hervorgingen, suchte Ende der 1920er-Jahre einen neuen Standort für ein Umspannwerk. Das innerstädtische Stromnetz drohte zu jener Zeit wegen permanenter Überlastung zusammenzubrechen. Ein Bauplatz wurde direkt in der Innenstadt gesucht und unmittelbar am Jahnplatz auch gefunden. Von Beginn an sollte das Gebäude nicht nur Räume für die Technik, sondern auch für den direkten Kundenkontakt bereitstellen.
Als Architekt wurde Kurt Heinrich Tischer beauftragt, der einen Bau im Stil der Neuen Sachlichkeit entwarf. Die Bauherren und er mussten sich wegen des Stils und der Lichtanlage, die den Jahnplatz nachts erstrahlte, einiger Kritik stellen. Das Gebäude galt als zu neumodisch. Die Gestaltung der Beleuchtung sollte auch Werbung für einen hohen Stromverbrauch machen. Demselben Zweck diente – im Gegensatz zu heute – das Vortragsprogramm. Seitdem das Haus am 23. November 1929 eröffnet wurde, war von den technischen Installationen kaum etwas vom öffentlichen Raum aus sichtbar. Offen waren jedoch die Lehrküche und – bis heute – das Beratungszentrum. Im Gebäude finden Vorträge und Ausstellungen statt.
Die Stadtwerke Bielefeld haben 2017 ca. 700.000 Euro in einen weiteren Umbau investiert. Das umgebaute Kundenzentrum trägt den Zusatz Jahnplatz Nr. 5.